# Jan Karel Boissevain
Jan Karel Boissevain (Schiedam, 24 mei 1920 – Overveen, 1 oktober 1943) was een Nederlands verzetsstrijder tijdens de Tweede Wereldoorlog. Hij werd Janka genoemd.
Janka Boissevain was de zoon van Jan Boissevain (Vught, 1895 - Buchenwald, 1945) en Mies van Lennep. Hij zat op de Middelbare Technische School en werkte bij de Amsterdamse Telefoondienst. Zijn broer, Gideon Willem Boissevain, roepnaam "Gi", die één jaar jonger was, werkte bij een levensverzekeringsmaatschappij. Beiden woonden nog bij hun ouders thuis samen met hun zusjes Annemie en Sylvia. In de zomer van 1940 ondernamen de broers een mislukte poging om naar Engeland te varen op een van wijnvaten gemaakt vlot. Ze werden echter bij Texel opgepikt en moesten terug.

## Verzet
Thuis in de Corellistraat 6 te Amsterdam ving hun moeder al Joodse vluchtelingen op en dit adres werd de thuisbasis van de verzetsgroep die daar ontstond, CS-6 (genoemd naar het adres). Tot deze groep behoorden ook Pam Pooters, Jan Verleun, Reina Prinsen Geerligs, Leo Frijda, Hans Katan, Sape Kuiper en hun achterneef Louis Boissevain. In de kelder was een werkplaats waar Janka en Gi hun verzameling telefoons hadden, waar springstof werd opgeslagen en waar ontstekingsmechanismes en tijdbommen gemaakt werden.
De CS-6-groep probeerde gevangenentransporten tegen te houden door treinrails te vernielen. Begin 1943 werd besloten ook verraders te gaan liquideren. In februari 1943 raakte generaal Seyffardt, commandant van het Vrijwilligerslegioen Nederland, dodelijk gewond bij een aanslag door twee leden van CS-6. Zijn laatste woorden waren: ‘Het waren studenten.’ De plegers van de aanslag konden ontkomen, maar de volgende dag werden honderden studenten opgepakt en naar kamp Vught gebracht. Ook werd een tandarts, die zijn ondergedoken Joodse patiënten verraadde, geliquideerd (door Hans Geul en Sape Kuiper).

## Verraad
Door infiltratie van de dubbelspion Ridderhof in de groep werd deze in augustus 1943 ontmanteld. Janka en Gi werden als eersten gearresteerd en drie anderen volgden spoedig. De broers Boissevain werden ter dood veroordeeld evenals hun achterneef Louis. Op 1 oktober 1943 werden de beide broers met nog zestien anderen doodgeschoten in de duinen van Overveen. Na de oorlog werden hun stoffelijke resten herbegraven op de erebegraafplaats aldaar.